# Yosotium
Yosotium är en ort i Mexiko.   Den ligger i kommunen Heroica Ciudad de Tlaxiaco och delstaten Oaxaca, i den sydöstra delen av landet, 290 km sydost om huvudstaden Mexico City. Yosotium ligger 2 454 meter över havet och antalet invånare är 101.
Terrängen runt Yosotium är kuperad åt nordost, men åt sydväst är den bergig. Runt Yosotium är det ganska glesbefolkat, med 43 invånare per kvadratkilometer. Närmaste större samhälle är Heroica Ciudad de Tlaxiaco, 17,3 km nordost om Yosotium. I omgivningarna runt Yosotium växer huvudsakligen savannskog.